# Simu Liu
Simu Liu (cinese semplificato: 刘思慕; cinese tradizionale: 劉思慕; Pinyin: Liú Sīmù) (Harbin, 19 aprile 1989) è un attore cinese naturalizzato canadese.

## Biografia
Liu è nato ad Harbin, in Cina, e si è trasferito in Canada all'età di cinque anni. È cresciuto a Erin Mills, un'area di Mississauga, in Ontario. Ha frequentato l'Università di Toronto. Ha studiato per 2 anni all'Università dell'Ontario occidentale e per 2 anni finanza e contabilità presso la Ivey Business School all'University of Western Ontario dove si è laureato nel 2011. Ha lavorato come contabile a Deloitte ma alla fine è stato licenziato. Decise di esplorare altre opzioni di carriera prima di decidere di intraprendere la carriera di attore.

## Filmografia

### Attore

#### Cinema
- Shang-Chi e la leggenda dei Dieci Anelli (Shang-Chi and the Legend of the Ten Rings), regia di Destin Daniel Cretton (2021)
- Women Is Losers, regia di Lissette Feliciano (2021)
- One True Loves, regia di Andy Fickman (2023)
- Hello Stranger (Simulant), regia di April Mullen (2023)
- Barbie, regia di Greta Gerwig (2023)
- Atlas, regia di Brad Peyton (2024)
- Arthur the King - Insieme a ogni costo (Arthur the King), regia di Simon Cellan Jones (2024)
- Jackpot - Se vinci ti uccido! (Jackpot!), regia di Paul Feig (2024)
- Last Breath, regia di Alex Parkinson (2025)

#### Televisione
- Nikita - serie TV, episodio 3x01 (2012)
- Warehouse 13 - serie TV, episodio 5x02 (2013)
- Played - serie TV, 1 episodio (2013)
- Beauty and the Beast - serie TV, episodio 3x07 (2015)
- Blood and Water - serie TV, 7 episodi (2015)
- Heroes Reborn - serie TV, 3 episodi (2015)
- Make It Pop - serie TV, episodio 1x01 (2015)
- Indagini ad alta quota - serie TV, episodio 14x05 (2013)
- Taken - serie TV, 10 episodi (2016)
- Kim's Convenience - serie TV, 65 episodi (2016-2021)
- Orphan Black - serie TV, episodio 5x02 (2017)
- Slasher - serie TV, episodi 2x01-2x02 (2017)
- Bad Blood - serie TV, 3 episodi (2017)
- The Expanse - serie TV, episodi 3x09-3x10 (2018)
- Yappie - serie TV, 4 episodi (2018)
- Fresh Off the Boat - serie TV, episodio 5x21 (2019)
- Awkwafina è Nora del Queens (Awkwafina Is Nora from Queens) - serie TV, episodio 1x08 (2020)

### Doppiatore
- Corner Gas Animated - serie animata, episodio 4x07 (2021)
- Star Wars: Visions - serie animata, episodio 1x05 (2021)
- Bright: Samurai Soul, regia di Kyōhei Ishiguro - Film TV (2021)
- I Simpson - serie animata, episodio 34x09 (2022)
- What If...? - serie animata (2024)

## Doppiatori italiani
Nelle versioni in italiano delle opere in cui ha recitato, Simu Liu è stato doppiato da:
- Marco Giansante in Barbie, Arthur the King - Insieme a ogni costo, Jackpot - Se vinci ti uccido!
- Massimo Triggiani in Simulant, Bright: Samurai Soul
- Federico Viola in Shang-Chi e la leggenda dei Dieci Anelli
- Emiliano Coltorti in Atlas

Da doppiatore è sostituito da:
- Federico Viola in What If...?
- Gabriele Sisci ne I Simpson